# كريستوفر غريفيثز
كريستوفر غريفيثز (20 نوفمبر 1971 في المملكة المتحدة - )  (بالإنجليزية: Christopher Griffiths)‏ هو لاعب كريكت بريطاني. لعب مع Leicestershire Cricket Board ‏.

## وصلات خارجية
- كريستوفر غريفيثز على موقع إي آس بي آن كريك إنفو (الإنجليزية)